# Compatible Time Sharing System
Cet article concerne le système d'exploitation du Projet MAC au MIT. Pour un système distinct développé pour les superordinateurs Cray, voir Cray Time Sharing System. Pour celui développé pour les ordinateurs centraux IBM, voir Cambridge Time Sharing System.
CTSS, qui signifie Compatible Time-Sharing System (en français, « système accomplissant du temps partagé compatible »), est l'un des premiers systèmes d'exploitation à temps partagé. Il fut développé par le Projet MAC au MIT. La première publication de CTSS, ainsi que sa première utilisation dans un environnement à temps partagé, date de 1961 ; c'était en outre le premier système à posséder un utilitaire de formatage de texte informatisé (runoff), et l'un des premiers à proposer un courrier électronique entre utilisateurs.
Bien que CTSS n'ait pas eu une grande influence du point de vue des détails techniques, il eut du moins l'importance capitale de montrer que le système du temps partagé était viable, et d'avoir pour successeur Multics, dont tous les systèmes d'exploitation modernes sont issus, au moins dans l'esprit (à commencer par UNIX et toute sa descendance).
Outre le courrier électronique et le traitement de texte, Louis Pouzin créa un utilitaire appelé RUNCOM pour CTSS. Celui-ci prenait un ensemble de commandes contenues dans un fichier et les exécutait ; c'est l'ancêtre direct du script d'interpréteur de commandes (shell script). Il permettait également la substitution de paramètres.
CTSS utilisait un ordinateur central IBM 7094 modifié (pour permettre la segmentation de la mémoire) qui contenait deux banques de 32 768 mots de mémoire centrale, au lieu d'une seule. L'une des deux banques était réservée au programme de surveillance du temps partagé, l'autre aux programmes utilisateur. CTSS avait également un matériel spécial de gestion de mémoire, un interrupteur d'horloge et la faculté d'interrompre certaines instructions. Le matériel d'entrée/sortie était essentiellement constitué de périphériques IBM. Entre autres, six canaux de données étaient connectés à :
- des imprimantes et lecteurs de cartes perforées ;
- des lecteurs de bandes IBM 729, une mémoire disque IBM 1301, remplacé plus tard par un IBM 1302, d'une capacité de 38 millions de mots ;
- une mémoire tambour de 186 000 mots qui pouvait charger en une seconde une banque de 32K de mémoire (cette performance a ensuite été améliorée à 1/4 de seconde) ;
- deux écrans graphiques vectoriels à grande vitesse ;
- une unité de contrôle de transmission IBM 7750, capable de supporter jusqu'à 112 terminaux en mode texte, entre autres les Teletypes IBM 1050, Selectrics et Model 35. Certains de ces terminaux étaient situés à distance et l'on pouvait accéder au système par les réseaux télégraphiques publics Telex et TWC.

CTSS était compatible avec le Fortran Monitor System (FMS), un système informatique de traitement par lots qui tournait sur l'ordinateur 7094 avant l'invention de CTSS. FMS pouvait tourner en arrière-plan avec presque autant d'efficacité que sans système d'exploitation. Tournant à l'arrière-plan, FMS avait accès à certaines unités de bandes magnétiques et à la banque utilisateur de 32 K de mémoire centrale.
Multics, qui fut également développé par le Projet MAC, commença dans les années 1960 comme successeur de CTSS, afin de permettre une utilisation future en accès multiple. Multics fut le système d'exploitation qui mena au développement d'Unix en 1970.
ITS, le Incompatible Timesharing System, autre système à temps partagé précoce, révolutionnaire et d'une grande influence du MIT, fut conçu par des personnes qui désapprouvaient l'orientation prise par CTSS ; le nom fut trouvé en détournant celui de CTSS, comme plus tard celui d'Unix détourna celui de Multics.

### Ouvrages de référence
- F. J. Corbató, M. M. Daggett, R. C. Daley, An Experimental Time-Sharing System (IFIPS 1962)
- Robert M. Fano, The MAC System: A Progress Report (MIT Project MAC, 1964) décrit l'usage de CTSS
- Jerome H. Saltzer, CTSS Technical Notes (MIT Project MAC, 1965) décrit les caractéristiques internes de CTSS avec quelques détails
- Jerome H. Saltzer, Manuscript Typing and Editing (MIT Computation Center, 1964) décrit le premier système de formatage de texte informatisé